# Richard-Musgrave-Preis
Der Richard-Musgrave-Preis (englisch Richard Musgrave Prize) ist ein Preis der wissenschaftlichen Fachzeitschrift National Tax Journal, des Journals der US-amerikanischen National Tax Association.
Der Preis wird seit 1999 jährlich in Erinnerung an den deutsch-US-amerikanischen Ökonomen Richard Musgrave (1910–2007) vergeben. Mit ihm soll der beste Artikel, der im Vorjahreszeitraum im National Tax Journal (NTJ) erschien, prämiert werden.
Das International Institute of Public Finance (IIPF) vergibt seit 2003 noch einen IIPF Peggy and Richard Musgrave Prize für herausragende Kongressbeiträge junger Wissenschaftler.

## Vergabe
Für den Preis in Frage kommen alle Artikel, die in der März-, Juni- oder September-Ausgabe des National Tax Journal erschienen. Diese Artikel haben das wissenschaftliche Peer-Review-Verfahren durchlaufen, was für die verbleibende Dezember-Ausgabe, welche ein Konferenzband ist, nicht gilt. Die Auswahl treffen die beratenden Redakteure des NTJ.

## Preisträger
| Jahr | Preisträger                                                         | Titel des Artikels |
| ---- | ------------------------------------------------------------------- | --- |
| 2024 | Jason DeBacker, Bradley T. Heim, Anh Ngoc Tran, Alexander Yuskavage | Seeking Professional Help: How Paid Preparers Decrease Tax Compliance                                                       |
| 2023 | Alex Rees-Jones, Kyle Rozema                                        | Price Isn’t Everything: Behavioral Response around Changes in Sin Taxes                                                     |
| 2022 | Maggie R. Jones, James P. Ziliak                                    | The Antipoverty Impact of the EITC: New Estimates from Survey and Administrative Tax Records                                |
| 2021 | David Cashin, Takashi Unayama                                       | The Spending and Consumption Response to a VAT Rate Increase                                                                |
| 2020 | Taylor Cranor, Jacob Goldin, Tatiana Homonoff, Lindsay Moore        | Communicating Tax Penalties to Delinquent Taxpayers: Evidence from a Field Experiment                                       |
| 2019 | Jacob A. Mortenson, Heidi R. Schramm, Andrew Whitten                | The Effects of Required Minimum Distribution Rules on Withdrawals from Traditional IRAs                                     |
| 2018 | Trevor S. Gallen, Casey B. Mulligan                                 | Wedges, Labor Market Behavior, and Health Insurance Coverage under the Affordable Care Act                                  |
| 2017 | Philippe Wingender, Sara LaLumia                                    | Income Effects on Maternal Labor Supply: Evidence from Child-Related Tax Benefits                                           |
| 2016 | Alexander Gelber, Matthew Weinzierl                                 | Optimal Taxation When Children’s Abilities Depend on Parents’ Resources                                                     |
| 2015 | Tim Dowd, Robert McClelland und Athiphat Muthitacharoen             | New Evidence on the Tax Elasticity of Capital Gains                                                                         |
| 2014 | Kalena E. Cortes und Andrew I. Friedson                             | Ranking up by Moving Out: The Effect of the Texas Top 10% Plan on Proverty Value                                            |
| 2013 | H. Spencer Banzhaf und Wallace E. Oates                             | On Fiscal Illusion in Local Public Finance: Re-examining Richardian Equivalence and the Renter Effect                       |
| 2012 | Richard V. Burkhauser und Jeff Larrimore und Kosali I. Simon        | A 'Second Opinion' on the Economics Health of the American Middle Class                                                     |
| 2011 | Wen Wang, William D. Duncombe und John M. Yinger                    | School District Responses to Matching Aid Programs for Capital Facilities: A Case Study of New York's Building Aid Program. |
| 2010 | Katie Fitzpatrick und Jeffrey P. Thompson                           | The Interaction of Metropolitan Cost-of-Livng adn the Federal Earned Income Tax Credit: One Size Fits All?                  |
| 2009 | Sara LaLumia                                                        | The Earned Income Tax Credit and Reported Self -Employment Income                                                           |
| 2008 | Michael Lovenheim                                                   | How Far to the Border?: The Extent and Impact of Cross-Border Casual Cigarette Smuggling                                    |
| 2007 | Roger Gordon und Young Lee                                          | Interest Rates, Taxes and Corporate Financial Policies                                                                      |
| 2006 | Nathan B. Anderson                                                  | Beggar Thy Neighbor? Property Taxation of Vacation Homes                                                                    |
| 2005 | Michale J. Brunetti                                                 | The Estate Tax and Charitable Bequests: Elasticity Estimates Using Probate Records                                          |
| 2004 | David A. Weisbach                                                   | Taxation and Risk-Taking with Multiple Tax Rates                                                                            |
| 2003 | Jonathan Gruber und Peter Orszag                                    | Does the Social Security Earnings Test Affect Labor Supply and Benefits Receipt?                                            |
| 2002 | Donald Bruce                                                        | Taxes and Entrepreneurial Endurance: Evidence from the Self-Employed                                                        |
| 2001 | Jan K. Brueckner und Luz A. Saavedra                                | Do Local Governments Engage in Strategic Property-Tax Competition?                                                          |
| 2000 | Harry Grubert und James Mackie                                      | Must Financial Services Be Taxed Under a Consumption Tax?                                                                   |
| 1999 | Timothy J. Besley und Harvey S. Rosen                               | Sales Taxes and Prices: An Empirical Analysis                                                                               |